# Fuerzas Navales de Rumania
La Armada de Rumania (en rumano: Forţele Navale Române) es la rama de la Armada de las Fuerzas Armadas de Rumania; opera en el Mar Negro. 

## Situación actual
La Armada rumana incluye tres fragatas: Mărăşeşti, Regele Ferdinand y Regina Maria. El Mărăşeşti solía ser el buque insignia de la Armada rumana desde1976 hasta 2004 cuando la Regele Ferdinand (anteriormente HMS Coventry) se convirtió en el nuevo buque insignia. La marina también contiene 4 corbetas grandes como su fuerza principal, junto con muchos buques auxiliares y de lanchas patrulleras fluviales.
Después de la reestructuración de las fuerzas armadas rumanas (prevista para el 2007), ca. 86.800 hombres y mujeres sirven en la marina rumana. La base principal de la Marina de Rumania se encuentra en Constanza. El actual jefe de la Armada rumana es el almirante Dorin Danila.
Las Fuerzas Navales de Rumania ordenaron 3 helicópteros IAR 330 Puma Naval, el último se encargó a principios de 2008. El helicóptero se encuentra en una configuración similar a lps de la Fuerza Aérea de Rumania, incluido el paquete de actualización socat. En los Puma Naval también se han instalado equipos de flotación en la nariz y los trenes de aterrizaje principales carenados. Después de completar las pruebas de fábrica y pruebas en el mar, serán operados desde las fragatas de la Armada para búsqueda y rescate, evacuación médica y misiones de vigilancia marítima.

## Flota

### Flota Marítima
Fragatas (FFG)
- Regele Ferdinand (F-221)
- Regina Maria (F-222)
- Mărăşeşti (F-111)

Fragatas Ligeras (FFL)
- AAlmirante Petre Bărbureanu (Tetal-I) (F-260)
- Contra-Almirante Eugen Roşca (Tetal-I) (F-263)
- Contra-Almirante Eustaţiu Sebastian (Tetal-II) (F-264)
- Contra-Almirante Horia Măcelaru (Tetal-II) (F-265)

Corbetas de Patrullaje
- Zborul (Tarantul-I) barcos lanzadores de misiles:
  - Zborul (F-188)
  - Pescăruşul (F-189)
  - Lăstunul (F-190)

- Năluca (Epitrop (buque de fabricación rumana variante de los Clase Osa)) barcos torpederos:
  - Smeul (F-202)
  - Vijelia (F-204)
  - Vulcanul (F-209)

Submarinos
- Delfinul - inoperativo desde 1955, requiere una actualización (reincorporación al servicio en 2009)

Guerra Submarina
- Vicealmirante Ioan Murgescu (Cosar) Minadores:
  - Vicealmirante Ioan Murgescu (F-271)

- Lt. Remus Lepri (Musca) Dragaminas:
  - Lt. Remus Lepri (F-24)
  - Lt. Lupu Dinescu (F-25)
  - Lt. Dimitrie Nicolescu (F-29)
  - SLt. Alexandru Axente (F-30)

Barcos Auxiliares
- Vicealmirante Ioan Murgescu (Cosar) Clase MCM Comando/apoyo:
  - Vicealmirante Constantin Balescu (F-274)

- barcos de salvamento y rescate - 5
- "Emil Racoviţă" barco de vigilancia electrónica
- barcos especiales de división - 9
- El barco de entrenamiento "Mircea" (nombrado por el príncipe Mircea I de Valaquia)

Barcos Desarmados
- 1 barco logístico
- 2 Almirante Petre Barbureanu corvetas
- 3 Clase Osa barcos de misiles
- 9 Naluca (Epitrop) barco torpedero
- 1 minador

### Flota Fluvial
- Mihail Kogalniceanu patrullas fluviales grandes - 3
- Smirdan (Brutar-II) patrullas fluviales - 3
- Griviţa (Brutar-I) patrullas fluviales - 3
- VB 76 patrullas fluviales pequeñas - 18

### Equipamiento de Tierra
Misiles Anti-buque

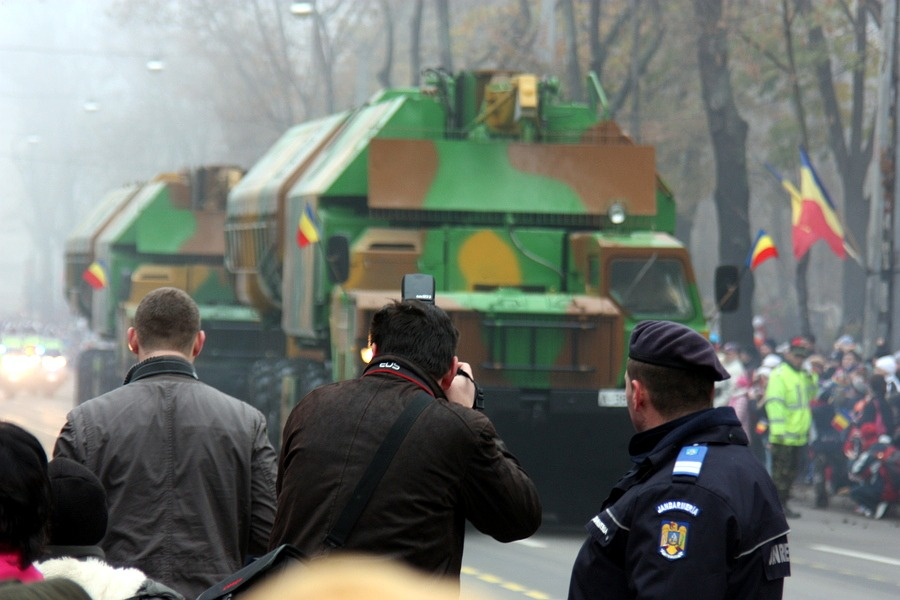
P-20M-TELs en un desfile en Bucarest.

- P-20M Sistemas de lanzamiento móviles;